# Allium luteolum
Allium luteolum — вид рослин з родини амарилісових (Amaryllidaceae); ендемік Греції.

## Опис
Цибулина яйцювата, 6–15 мм завдовжки, вкрита коричневими оболонками, рідко з відтінком пурпурового. Стеблина 6–22 см заввишки, прямовисна. Листків 4(6), гладкі, напівциліндричні, 5–20 см завдовжки, 1 мм ушир. Суцвіття більш-менш нещільне, багатоквіткове, з нерівними квітконосами довжиною 6–15 мм. Оцвітина циліндрично-дзвінчаста, Листочки оцвітини еліптичні, від жовтого до зеленувато-жовтого забарвлення, серединні жилки зелені, 4–5 мм завдовжки й 1.6–1.8 мм ушир. Тичинкові нитки білі з пурпурово-фіолетовим відтінком у верхній частині. Пиляки жовті. Коробочка зворотно-яйцювата, 4 × 4 мм. 2n=16.
Період цвітіння: травень — червень.

## Поширення
Ендемік Греції — Кіклади. Росте на скелях і в чагарниках.
Зареєстрований на островах Наксос, Парос, Макарес, Донуса, Іраклія, Керос, Аморгос, Грамвуса, Андрос, Антикерос, Антипарос. Росте у вапняних скелястих місцях, рідше на кременистих субстратах